# 昭化古民居
昭化古民居（怡心園、益合堂）位於四川省廣元市元壩區昭化古城內，文物遺址年代判定為清代。含益合堂、怡心園等明、清建築。益合堂，三進院落，穿斗木結構建築，原為藥材貿易行棧。怡心園是原國民黨昭化縣黨部書記魯光華的祖業，後魯家的「怡心園」被沒收充公，為供銷社的集體財產。現被改建為民俗館。兩處民居保存完好。2001年元壩區人民政府將其公布為區級文物保護單位；2002年9月24日廣元市人民政府將其公布為市級文物保護單位；2007年6月1日公佈為四川省第七批文物保護單位。